# Pseudodistoma antinboja
Pseudodistoma antinboja is een zakpijpensoort uit de familie van de Pseudodistomidae. De wetenschappelijke naam van de soort is voor het eerst geldig gepubliceerd in 1949 door Tokioka.